# Victor Brachelet
Victor Brachelet , né le 25 février 1883 à Somain et mort en ce même lieu le 15 novembre 1953, est un homme politique et militant communiste français.

## Biographie
Né le 25 février 1883 à Somain,, ce négociant en vin participe précocement à la vie politique. Il devient à vingt-neuf ans maire de sa commune natale en 1912, siège qu’il conserve jusque 1939. Mobilisé et blessé (mutilation) durant la Première Guerre mondiale, il est une figure des minoritaires favorables en 1919 à l'adhésion à l'Internationale communiste au sein de la fédération socialiste SFIO du Nord. L’investiture du parti socialiste en vue des élections législatives de 1919 lui échappe de peu face à Léon Escoffier, avocat douaisien soutenu par la majorité à la tête du parti dans le département. Après la scission du Congrès de Tours, il est le principal animateur du parti communiste dans la région de Douai durant les années 1920 et siège dans les instances locales et régionales. Son influence locale lui ouvre les portes du Conseil Général en 1932. Cependant, il est contesté par de jeunes militants qui lui reprochent sa souplesse idéologique. En 1930, il est blâmé par le rayon de Douai et le comité régional au prétexte de l’organisation d’une fête de musique qualifiée de « bourgeoise ». Malgré cette disgrâce, il reste au sein du mouvement mais le quitte immédiatement après la signature du pacte germano-soviétique en septembre 1939. Après une active participation à la Résistance, il retrouve son fauteuil de maire de Somain en 1945 avec le soutien de la SFIO, malgré la vive opposition des communistes. 
Il meurt le 15 novembre 1953 à Somain et est enterré au cimetière de Somain, près du monument aux morts. En 1955, un buste à son image réalisé par le sculpteur Julien Rémy est inauguré juste devant le bâtiment principal de l'hôpital. Ce buste est ensuite abrité dans le bâtiment en question. La place du théâtre porte son nom à Somain.

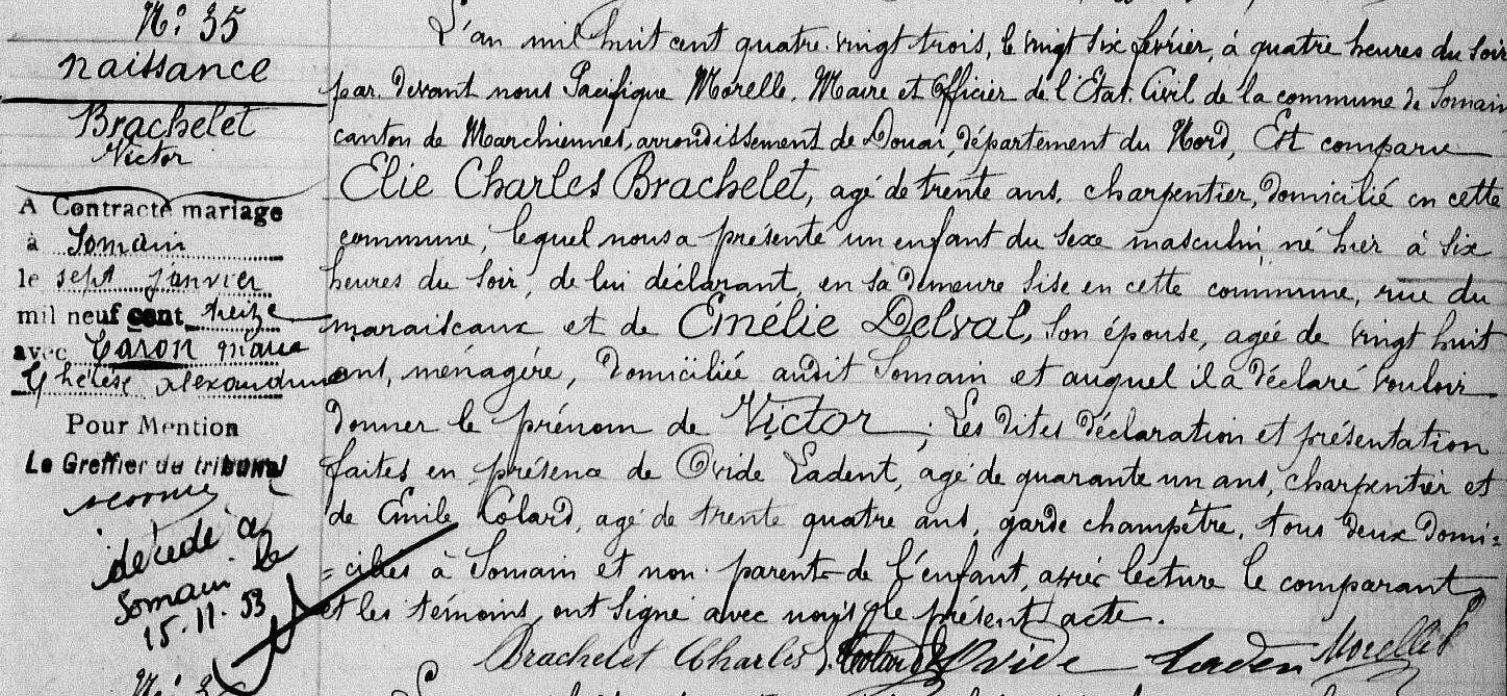
Acte de naissance.
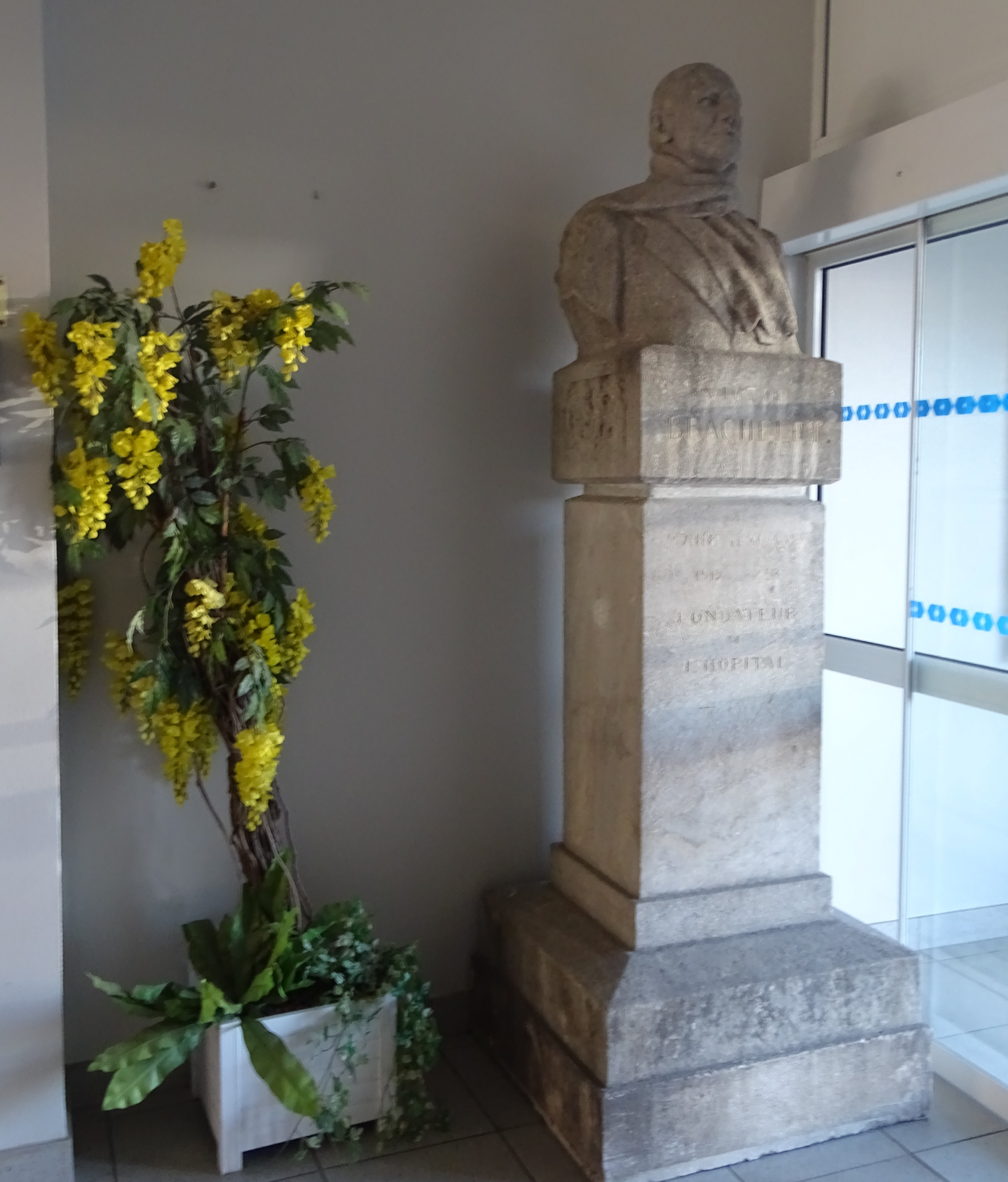
Buste du sculpteur somainois Julien Rémy.
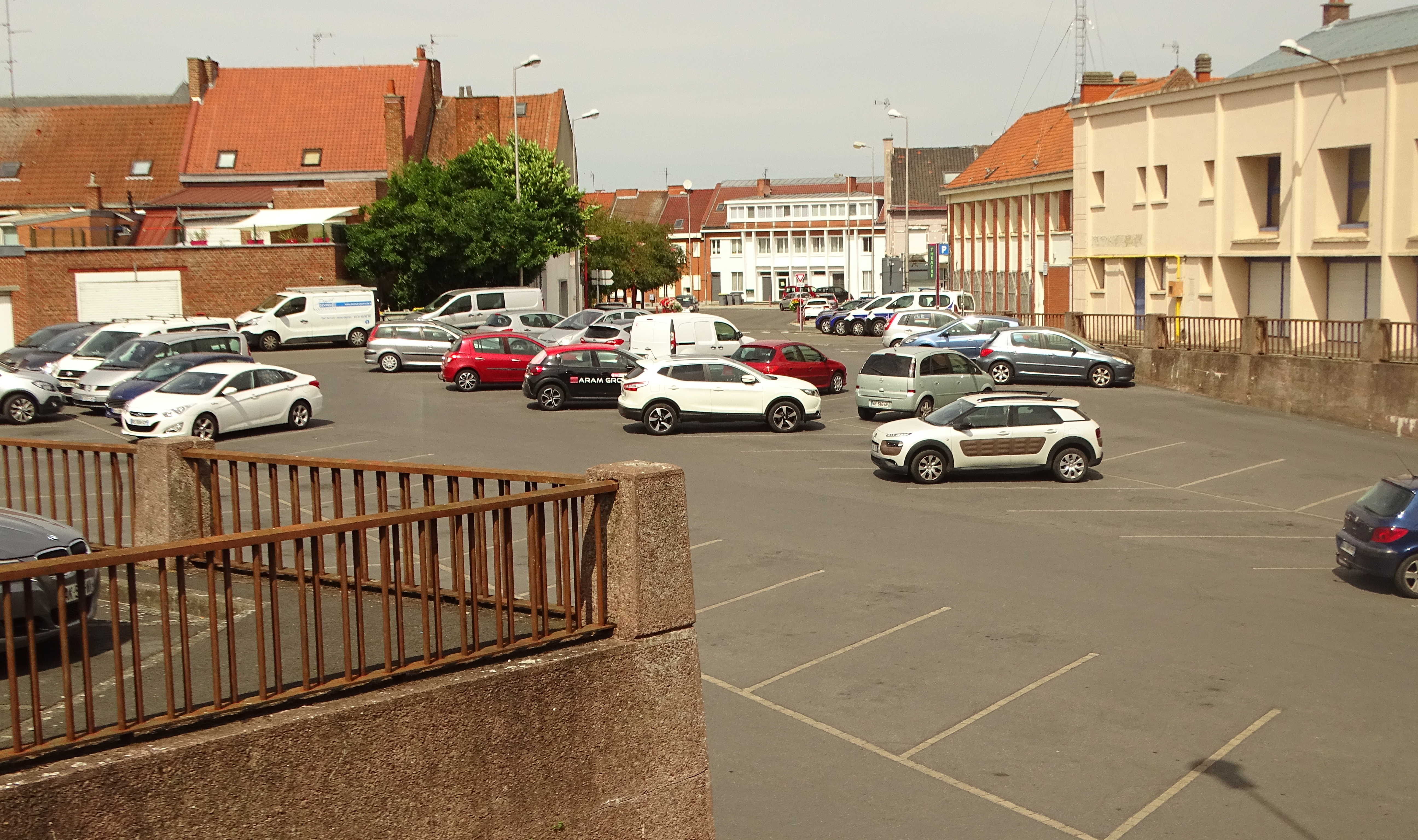
Place Victor-Brachelet.